# Conmemoración del 1100 aniversario del Reino de León
La Conmemoración del 1.100 aniversario del Reino de León fue una efeméride declarada y promovida por las diferentes Administraciones Públicas de España. Esta celebración toma como referencia el año 910 cuando García I de León se ciñó la corona y trasladó la corte real desde la ciudad de Oviedo a León, considerada como fecha de inicio del Reino de León.

## Promotores
El Ayuntamiento de León fue el principal precursor de esta celebración a través de la Fundación León Real que pertenece a dicho consistorio.
La Junta de Castilla y León ha forjado la Comisión Conmemorativa del 1.1100 aniversario de la fundación del Reino de León que ha organizado diferentes actividades culturales en las tres provincias que forman el Reino de León: Salamanca, Zamora y León.
El Ministerio de Cultura también ha participado en varios actos enmarcados en esta efeméride a través de la Sociedad Estatal de Conmemoraciones Culturales. También lo hicieron las Diputaciones Provinciales de Salamanca, Zamora y León, así como la Universidad de León y ayuntamientos, asociaciones culturales y otras instituciones del ámbito del Reino de León.

## Logotipo y lema
Para tratar de unificar todos los eventos vinculados a la Conmemoración, se creó un logotipo y un lema: el logotipo dfue un león pasante, lenguado y en color púrpura que mira a la izquierda (el diseño trata de semejar el primer estandarte que representaba al Reino); y el lema "Raíces 910-2010" unificó las nociones de que con esta celebración se trata de exponer lo que fue y lo que es la sociedad del Reino de León.
Por su parte, la Fundación León Real ha registrado la marca "León, cuna de la Democracia. 1.100 aniversario del Reino de León" que alude a las primeras cortes europeas celebradas en 1188 en la Basílica de San Isidoro de León.